# Tatkreis
 (signalé en mai 2025).
Si vous disposez d'ouvrages ou d'articles de référence ou si vous connaissez des sites web de qualité traitant du thème abordé ici, merci de compléter l'article en donnant les références utiles à sa vérifiabilité et en les liant à la section « Notes et références ».
- Archive Wikiwix
- Bing
- Cairn
- DuckDuckGo
- E. Universalis
- Gallica
- Google
- G. Books
- G. News
- G. Scholar
- Persée
- Qwant
- (zh) Baidu
- (ru) Yandex

Tatkreis (« Cercle d'action ») est un mouvement völkisch né sous la République de Weimar. Ses membres partageaient les convictions de la plupart des mouvements völkisch, mais affirmaient que la République actuelle était « corrompue et irrémédiablement stérile » et appelaient à « la liberté et à la renaissance » de l'Allemagne. Tatkreis utilisait un mélange de nationalisme et de populisme de droite révolutionnaire pour susciter la passion au sein de ses rangs, d'une manière antérieure au national-socialisme et qui a sans aucun doute exercé une influence.
Tatkreis appelait à la fin du capitalisme et promouvait une idéologie néomercantiliste, un système qui encourage les exportations et décourage les importations, avec une forte manipulation de l'économie par l'État, introduisant des droits de douane élevés, et appelait à l'autosuffisance allemande. Cette idée fut facilement acceptée par les citoyens allemands, qui vivaient dans une période de dépression après la Première Guerre mondiale. Les artisans et commerçants de la classe moyenne étaient majoritaires en Allemagne et constituaient donc un groupe démographique clé.
À la fin des années 1920, le Tatkreis se forma autour du journal Die Tat (« Action »). Dirigé par Hans Zehrer, il fut tiré à plus de 25 000 exemplaires en 1933. Après l'arrivée au pouvoir du Parti national-socialiste des travailleurs allemands (NSDAP), le Tatkreis fut dissous, tout comme d'autres partis politiques sous le régime hitlérien. Déjà auparavant, le NSDAP avait affaibli le Tatkreis en s'appuyant sur ses membres, les deux partis ciblant les mêmes types d'adhérents.